# Kostas Papanikolau
Konstandinos "Kostas" Papanikolau (en grec: Κωνσταντίνος "Κώστας" Παπανικολάου) (Trícala, 1 d'agost de 1990) és un jugador de bàsquet grec. La temporada 2013-14 va fitxar pel FC Barcelona Regal. A la temporada 2014-15 va fitxar per l'equip de l'NBA Houston Rockets, a 2015 va fitxar per l'equip de l'NBA Denver Nuggets i al gener de l'any 2016 va tornar a Olympiakos Pireu.

## Palmarès

### Olympiacos BC
- 2 Eurolligues: 2011-12 i 2012-13
- 2 Lligues gregues: 2011-12 i 2015-16
- 2 Copes gregues: 2010 i 2011

### FC Barcelona
- 2013-2014: Lliga ACB[4]

### Selecció grega
- 2008: Torneig Albert Schweitzer
- 2008: Europeu Sub-18
- 2009: Europeu Sub-20 i MVP del torneig